# 王子陶
王子陶（德語：Thomas Prinz，1959年6月7日—） ，德國外交官，2018年至2021年間擔任德國在台協會處長 ，2015年4月至2018年間則擔任德國駐孟加拉大使。

## 履歷
- 1990年—1992年：德國外交部波昂辦事處，專員訓練（德语：Attachéausbildung）
- 1992年—1993年：德國外交部波昂辦事處文化司，二等秘書
- 1993年—1997年：德國駐羅馬尼亞大使館，政治一等秘書
- 1997年—2000年：德國駐印尼大使館（德语：Deutsche Botschaft Jakarta），文化一等秘書
- 2000年—2005年：德國外交部柏林辦事處歐盟司，參贊
- 2005年—2007年：德國外交部柏林辦事處，德國輪值歐盟主席室公共關係副主任
- 2007年—2008年：駐阿富汗國際維和部隊，司令政治顧問
- 2008年—2010年：德國駐日大使館，政務參贊
- 2010年—2010年：德國駐上海總領事館，經濟處長
- 2010年—2011年：德國駐澳洲大使館（英语：Embassy of Germany, Canberra），副館長兼公使
- 2011年—2012年：德國聯邦國防部柏林辦事處海外派兵署（德语：Auslandseinsätze der Bundeswehr），政治顧問
- 2012年—2015年：德國外交部柏林辦事處，外貿司（Außenhandelsabteilung）司長
- 2015年—2018年：德國駐孟加拉大使
- 2018年—2021年：德國在台協會處長
- 2021年—：德國駐尼泊爾大使

## 外部鏈結
- 處長王子陶博士(Dr. Thomas Prinz) - 德國外交部 - 德國在台協會 （页面存档备份，存于）